# 高田裕成
高田 裕成（たかた ひろしげ、1956年〈昭和31年〉 - ）は、日本の法学者。東京大学名誉教授。専門は、民事訴訟法・強制執行法・破産法。中央大学法科大学院教授。日本民事訴訟法学会第19代理事長を歴任。

## 人物
新堂幸司門下。兄弟子に高橋宏志がいる。

## 経歴
- 1978年、国家公務員1種試験合格。
- 1979年、東京大学法学部卒業。同年4月、東京大学法学部学士助手。同年10月、司法試験合格。選択科目は、民事訴訟法、行政法であった。「政治から1番遠い科目を選びたかった」という理由で、民事訴訟法を専攻。
- 1982年10月、立教大学法学部法学科専任講師に就任。1984年10月、立教大学法学部助教授。1991年10月、立教大学法学部教授。
- 1994年4月、神戸大学大学院法学研究科教授。
- 1999年、司法試験考査委員（民事訴訟法）。
- 2001年4月、東京大学大学院法学政治学研究科・法学部教授。
- 2021年4月、中央大学法科大学院教授。同年6月、東京大学より名誉教授の称号を受ける。

## 著作
- 『新しい人事訴訟法と家庭裁判所実務』（有斐閣、2003年）
- 『企業紛争と民事手続法理論（福永有利先生古稀記念）』（商事法務、2005年）